# Hycleus contorta
Hycleus contorta es una especie de coleóptero de la familia Meloidae.

## Distribución geográfica
Habita en Sudáfrica.